# ريتشارد إيرفاين مانينغ الأول
ريتشارد إيرفاين مانينغ الأول هو سياسي أمريكي، ولد في 1 مايو 1789 في سمتر في الولايات المتحدة، وتوفي في 1 مايو 1836 في فيلادلفيا في الولايات المتحدة. نشط حزبياً في الحزب الجمهوري الديمقراطي والحزب الديمقراطي.

## مناصب
- انتخب حاكم كارولينا الجنوبية [الإنجليزية]‏ (3 ديسمبر 1824 – 9 ديسمبر 1826).
- انتخب عضو مجلس نواب كارولاينا الجنوبية ‏.
- انتخب عضو مجلس ولاية كارولاينا الجنوبية ‏.
- انتخب عضو مجلس النواب الأمريكي.